# باري لويس (كاتب)
باري لويس (بالإنجليزية: Barry Lewis)‏ هو كاتب وطباخ بريطاني، ولد في 15 يوليو 1982 في برستل في المملكة المتحدة.